# Panhard VM5
Der Panhard VM5 war ein Sportwagen, der 1955 bei Panhard & Levassor in Frankreich gebaut wurde.

## Entwicklungsgeschichte
Der VM5 wurde im Frühjahr 1955 entwickelt und sollte den X88 als Einsatzwagen für das 24-Stunden-Rennen von Le Mans ersetzen. Er hatte eine Karossiere, die auf einem Gitterrohrrahmen befestigt war. Alle vier Räder waren einzeln aufgehängt. Die Position des Cockpits war in der Mitte des Wagens; ungewöhnlich für einen Rennsportwagen der 1950er-Jahre. Die Karosserie war sehr weit nach hinten gezogen und sorgte so für die höchst mögliche Endgeschwindigkeit auf den langen Geraden in Le Mans. Angetrieben wurde der VM5 von einem 0,85-Liter-2-Zylinder-Boxermotor.

## Renngeschichte
Im Rennen gefahren wurde der VM5 nur ein einziges Mal. Beim 24-Stunden-Rennen von Le Mans 1955 waren zwar Fahrgestelle gemeldet. Den Wagen mit der Startnummer 50 fuhren Pierre und Robert Chancel. Die Nummer 51 pilotierten René Cotton und André Beaulieux. Beide Wagen kamen nicht ins Ziel. Beim Wagen der Chancel-Brüder setzte in der elften Rennstunde die Benzinpumpe aus. Cotton und Beaulieux hatten zwei Stunden später einen Getriebeschaden.